# Ванда Пултавська

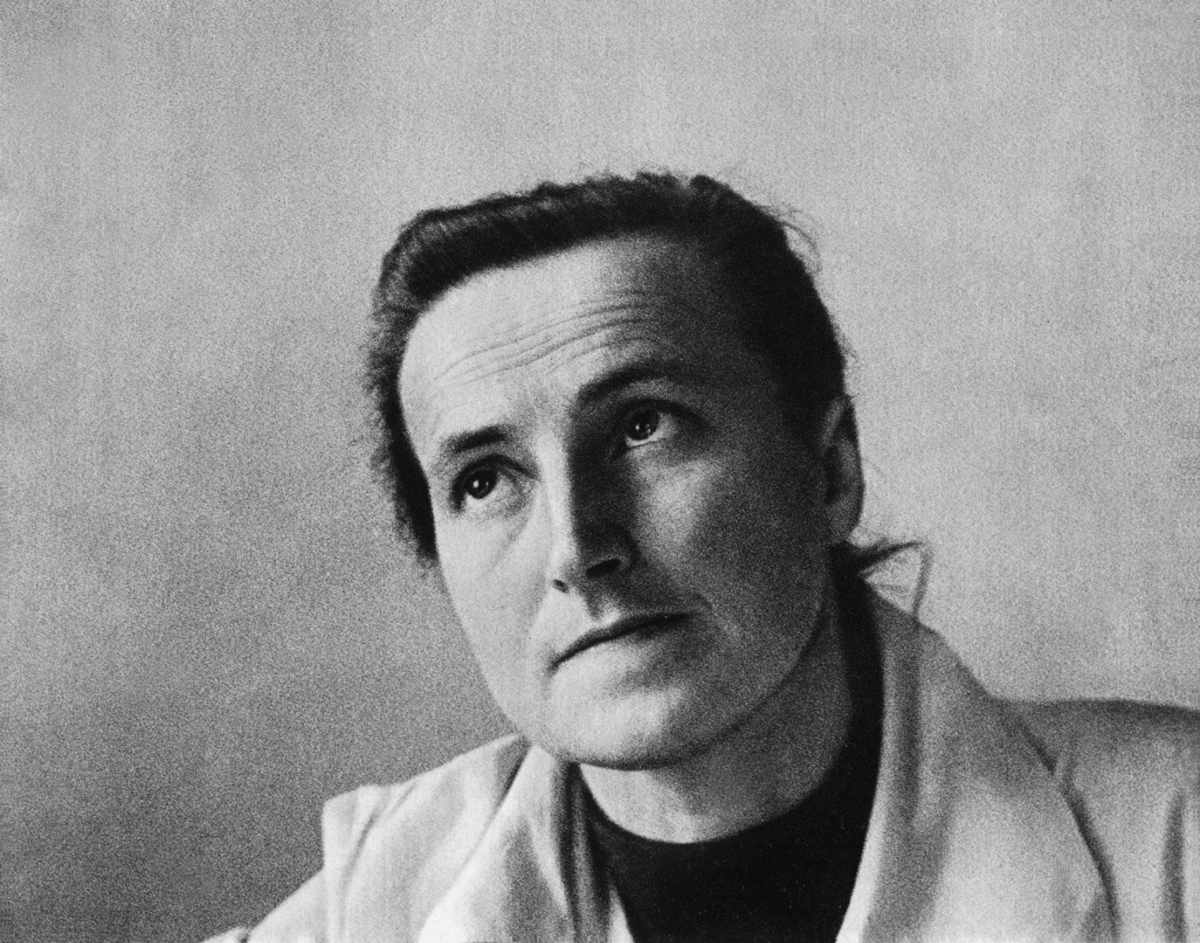
Ванда Пултавська (1963)

Ванда Вікторія Полтавська, уроджена Войтасік (нар. 2 листопада 1921, Люблін, пом. 25 жовтня 2023, Краків) — польська лікарка, докторка медичних наук і спеціалістка із психіатрії, доцентка Папської академії теології, харцерка, активістка " Руху проти абортів", ув’язнена у німецькому концтаборі Равенсбрюк під час Другої світової війни, близька подруга Івана Павла II (присутня при його смерті), леді Ордена Білого Орла.

## Біографія
Відвідувала школу сестер уршулянок у Любліні. До 1939 року та під час Другої світової війни була харцеркою, належала до IV Люблінської Жіночої Дружини ім. Львівських орлят. У 15 років стала керівником групи.

### Період Другої світової війни
Після початку Другої світової війни приєдналася до групи розвідників допоміжної служби і вступила в підпільну боротьбу як зв’язкова, водночас брала участь у таємному навчанні. 17 лютого 1941 року була заарештована гестапо і ув'язнена в Люблінському замку. Катована і допитувана у люблінському гестапо «Під Зегарем», потім 21 вересня 1941 р. вивезена до Равенсбрюка із заочним вироком до смертної кари. У таборі вона стала жертвою псевдомедичних експериментів (головним чином хірургічних калічень кінцівок), які проводили німецькі лікарі, зокрема берлінський професор, пізніше президент Німецького Червоного Хреста, Карл Ґебгардт і д-р. Фріц Фішер, Рольф Розенталь і Герта Обергойзер. Незадовго до кінця війни її перевезли до табору в Нойштадт-Глеве, де вона пробула до 7 травня 1945 року.

### Наукова та медична діяльність
У 1951 році вона закінчила медицину в Ягеллонському університеті, а потім отримала обидва ступені спеціалізації та ступінь доктора психіатрії (1964). У 1952–1969 рр. вона була доценткою у психіатричній клініці Краківського медичного університету, у 1955–1997 рр. — викладачкою душпастирської медицини на Папському богословському факультеті в Кракові, а в 1964–1972 рр. — співробітницею Навчально-лікувальна клініки при кафедрі психології Ягеллонського університету Педагогічного факультету. У 1967 році Пултавська організувала Інститут сімейної теології на Папському богословському факультеті в Кракові та очолювала його 33 роки, обіймаючи посаду професора. У 1981–1984 рр. викладала в Інституті Шлюбу та Сім’ї ім. Івана Павла ІІ при Папському Латеранському університеті в Римі.
У лютому 1966 року вона обстежувала Кароля Кота, вбивцю, відомого як «Вампір із Кракова», який на той момент ще не входив до суворого кола підозрюваних, діагностувавши у нього «компульсивну мастурбацію» та прописала вітамін В .
Також В. Пултавська проводила дослідження так званих дітей Аушвіцу – людей, які в дитинстві потрапили до концтаборів. У квітні 1969 року вона залишила клініку, щоб присвятити себе в основному шлюбному та сімейному консультуванню. За даними бібліографічної бази медичних публікацій Medline, вона є автором п’яти наукових публікацій польською та однієї англійською мовами.

### Соціальна активність
У 1995 році вона взяла участь у кампанії встановлення пам’ятної дошки польським жінкам, в’язням Равенсбрюка та жертвам німецьких лікарів. Заходи щодо отримання дозволу керівництва табору-музею розпочалися на початку 1995 р. з нагоди 50-річчя визволення табору. Через спротив керівництва цього табору щодо ідеї нагадування про трагедію польських жінок пам’ятну дошку не дозволили встановити. Лише після річної кампанії в 1996 році керівництво німецьких музеїв було змушене згодитися.
Брала участь у роботі Комісії з розслідування нацистських злочинів у Польщі. Була членом групи підтримки "«Радіо Марія» у служінні Богу, Церкві, Батьківщині та польському народу". Вона є серед редакторів «Źródła. Тижневика католицьких сімей ». Автор кількох публікацій у галузі педагогіки. 10 років була депутатом міської ради Кракова. У 2010 році підписала відкритий лист до уряду Республіки Польща та президента проти організації параду Європрайду у Варшаві. У листі наголошувалося на протидії легалізації одностатевих стосунків і усиновлення дітей гомосексуальними парами, а дії ЛГБТ-спільноти в цьому напрямку кваліфікувалися як наступ на свободу слова, переконань і совісті.
У травні 2014 року була ініціатором і автором тексту Декларації віри католицьких лікарів і студентів-медиків про людську сексуальність і фертильність.

### Дружба з Каролем Войтилою
Відоме листування 1962 року, адресоване архієпископом Каролем Войтилою італійському ченцю, а пізніше католицькому святому Падре Піо, з проханням про молитви за зцілення Ванди Полтавської від раку та подальшою подякою Папи за ефективне втручання. Листування з Іваном Павлом ІІ, яке тривало аж до його смерті, було таємним доказом у процесі беатифікації.
Про Ванду Пултавську створено документальний фільм під назвою «Душка», режисер Ванда Рожицька-Зборовська. Прем'єра фільму відбулася навесні 2008 року в Познані.
Завдяки дружбі та довірі зі сторони Кароля Войтили, в листопаді 2001 року вона змогла поінформувати Папу про справу Познанського архієпископа Юліуша Пеца та ситуацію в Познанській дієцезії, внаслідок якої Ватиканська комісія приїхала до Познані й заслухала звіти обох сторін.
Дружба Ванди Полтавської з Каролем Войтилою (Іваном Павлом ІІ) описана в книзі Beskidzkie rekolekcje (Бескидські реколекції), в якій зібрано листування за майже 50 років. Перед виданням «Бескидських реколекцій» рукопис було представлено до Генеральної постулатури беатифікаційного процесу Івана Павла ІІ у Римі, щоб не зашкодити процесу його беатифікації. Постулація не мала заперечень щодо описаного.

### Особисте життя
Третя донька Адама Францішека Войтасіка, поштового службовця, та Анни, уродженої Шабер. Її чоловік – Анджей Полтавський (1923–2020, син Адама ) – був професором філософії . Викладав у Ягеллонському університеті та Академії католицької теології у Варшаві . У них було чотири дочки.
Померла 25 жовтня 2023 року в Кракові у віці неповних 102 років. Її державний похорон розпочнеться 31 жовтня 2023 року Святою Месою. у базиліці Святої Марії, після чого її поховають разом із чоловіком на Сальваторському цвинтарі в Кракові  .

## Членство в організаціях
- з 1983 р. член Папської ради за Сім'ї
- член Папської академії життя з 1994 року
- консультант Папської ради для Медичні працівники
- член Спілки медичних письменників
- член Католицької асоціації журналістів
- колишній багаторічний учасник групи підтримки Радіо Марія в Службі Богові, Церкві, Батьківщині та польському народу

## Публікації

### Наукові публікації
- (1978) Стани пароксизмальної гіпермнезії у колишніх ув'язнених, що спостерігаються після 30 років [20]
- (1967) Стани пароксизмальної гіпермнезії (На полях досліджень так званих «Освенцімських дітей») [21]
- (1966) Результати психіатричного обстеження осіб, які народилися або були ув'язнені дітьми в нацистських концтаборах [22]
- (1957) д-р Władysław Stryjeński нар 1889 рік , помер 1956 рік [23]
- (1956) Клінічні спостереження за агенезією прозорої перегородки [24]
- (1996) Відповідальність лікаря і життя пацієнта [14]

### Книги
- І я боюся снів . ред. Видання Святого Павла Ченстохова 1998 (4-е видання).ISBN 83-7168-202-6 .
- Гомосексуалізм – особиста справа? . ред. Єдність 1998; колективна робота: Wanda Półtawska, Bogdan Gierdziewicz, Wiesław Kryczka, Krystyna Kluzowa.ISBN 83-7224-056-6 .
- І я боюся своїх снів . Нью-Йорк: Hippocrene Books, 1989.ISBN 0-87052-745-2 .
- Саме життя Ред. Видання Святого Павла Ченстохова 1994, 2004.
- За течією і проти течії . ред. Святий Павло Ченстохова 2001 р. видання.ISBN 83-7168-178-X .
- Я відповідаю за свою квітку. (касетне видання)
- Старі Рачунки Вид. Видання Святого Павла, Ченстохова 2001.ISBN 83-7168-447-9 .
- Щоб родина була міцною з Богом... ред. Видання Святого Павла, Ченстохова 2004.ISBN 83-7168-643-9 .
- Підготовка до шлюбу WAM Kraków, видання: 1988, 1993, 1996, 1998, 2000 (ISBN 83-7097-678-6 ), 2002. Нове видання під назвою: Eros et iuventus! , ред. Видання Святого Павла, Ченстохова 2009,ISBN 978-83-7424-698-9 .
- Кохання попереду нас . ред. Видання Святого Павла, Ченстохова 2001.ISBN 83-7168-466-5 .
- Судово-психіатрична експертиза у справах про спадщину за заповітом. National Medical Publishers, Варшава 1974.
- І я боюся снів (аудіокнига mp3) . Читає Чеслав Мончек, ред. Святий Павло Ченстохова 2008 р. видання.
- Бескидський відступ. Історія дружби між священиком Каролем Войтилою та родиною Полтавських , ред. Видання Святого Павла, Ченстохова 2009,ISBN 978-83-7424-572-2 .
- Любов, шлюб, сім'я, на роботі колекція Редаговано Ф Адамскі, Видавництво PETRUS, Краків 2010.
- Виховання в сім'ї, на роботі Редаговано Ф Адамскі, Видавництво PETRUS, Краків 2010.
- "Душка" Кіноповість про унікальну жінку (DVD) - документальний фільм про Ванду Полтавську. реж. Ванда Рожицька-Зборовська, Вид. Saint Paul Edition, Ченстохова 2011
- Одна кімната . Розмови за мотивами фільму Павла Застшежинського «Одна кімната» (книга + DVD). ред. Saint Paul Edition, Ченстохова 2011
- Learn to Love, Edition Saint Paul Publishing House, 2015.ISBN 978-83-7797-483-4 .

## Ордени, відзнаки, нагороди та відзнаки
- Золотий знак «За роботу на благо міста Кракова» (1964)
- Медаль « Pro Ecclesia et Pontifice » (1981)
- Доктор honoris causa Папського катехичного інституту Нотр-Дам в Арлінгтоні, Вірджинія (1987)
- Командорський хрест ордена Святого Григорія Великого (1999)
- Медаль Сенату Республіки Польща (1999)
- Медаль Святої Ядвіги Папської Теологічної Академії в Кракові (1999)
- Медаль мера Любліна (2006)
- Премія ім Ойген Больц (2006)
- Почесний громадянин міста Седльце (26.10.2007)
- Доктор honoris causa Люблінського католицького університету (9 червня 2008) [25]
- Премія ім Антон Нойвірт з Асоціації Словацького форуму життя за захист життя в категорії іноземної особистості (27 березня 2009 р.)
- Почесний громадянин Свідніка (28.06.2009)
- Почесний громадянин Любліна (19.11.2009) [26]
- Fides et ratio – для послідовного захисту життя
- Командорський хрест із зіркою Ордену Відродження Польщі – на знак визнання видатних заслуг у вшануванні правди про долю поляків під час війни, за величезний внесок у розвиток католицького соціального вчення та досягнення в науково-дослідницькій роботі на терені. психіатрії, за свідчення любові до людини та допомогу нужденним (2012) [27] [28]
- Медаль «Люби і служи» – нагороджується римо-католицькою парафією св. Максиміліана Кольбе в Любліні «тим, хто надзвичайно активний у доброчинстві, надає допомогу, пропагуючи християнські ідеї» (2014) [29]
- Медаль і звання Почесного громадянина міста Лиманова (13.02.2016) [30]
- Орден Білого Орла (28.04.2016) [31] [32]
- Почесний громадянин міста Закопане (05.06.2017) [33]
- Медаль 700-річчя міста Люблін (19 жовтня 2017) [34]
- Звання та відзнака Хранителя національної пам’яті (2019)
- Золотий Почесний знак Малопольського воєводства - Малопольський хрест (2019) [35]
- Велика почесна нагорода Вітольд Гулевич (25 листопада 2020) [36]
- « Свідок історії » (2018) [37]
- Медаль «Pro Bono Poloniae» (2021) [38] [39]
- Почесний громадянин Королівської Столиці Кракова (2022) [40]

### Вшанування пам'яті
- У березні 2023 року неонатальне відділення лікарні Семирадського. Р Червяковського в Кракові було названо на честь Ванди Полтавської. Меценат офіційно відкрив заклад [41] .

## зовнішні посилання
1. ↑  https://polskieradio24.pl/5/1222/artykul/3267693,zmarla-wanda-poltawska-obronczyni-zycia-przyjaciolka-jana-pawla-ii-miala-prawie-102-lata
2. ↑  https://www.pap.pl/en/news/wanda-poltawska-close-friend-saint-john-paul-ii-dies
3. ↑  https://www.vaticannews.va/it/mondo/news/2023-10/karol-wojtyla-papa-giovanni-paolo-ii-lager-polonia-nazismo.html
4. ↑  https://www.rnd.de/panorama/wanda-poltawska-ist-tot-polnische-kz-ueberlebende-und-psychiaterin-mit-101-jahren-gestorben-X6V5255UZFPHBB3XK5QXRA7QRI.html
5. 1 2  Чеська національна авторитетна база даних
6. ↑  http://www.academyforlife.va/content/pav/en/the-academics.html
7. ↑  Życiorys dr Wandy Półtawskiej. kul.pl.
8. ↑  Nie żyje Wanda Półtawska, wieloletnia przyjaciółka Jana Pawła II. rmf24.pl. 25 жовтня 2023.
9. ↑  „Tygodnik Powszechny”, 7 czerwca 2009, wywiad z ks. Adamem Bonieckim.
10. ↑  Wiemy, kiedy odbędzie się pogrzeb śp. Wandy Półtawskiej (пол.). niedziela.pl. Процитовано 31 жовтня 2023.
11. ↑  , Przemysław Semczuk, "M jak morderca. Karol Kot – wampir z Krakowa"
12. ↑  "Przegląd": chodzi o historię, nie o trupy (пол.), 24 березня 2019
13. ↑  Zadawanie bólu innym sprawiało mu przyjemność. 53 lata temu skazano na śmierć 'wampira z Krakowa' (пол.), 17 березня 2021
14. 1 2  Yr. No. 1 11th Yr. No. 1, Poltawska, Wanda;, "The responsibility of the medical doctor and the life of the patient"
15. ↑  Cała Polska chroni dzieci. Wiara.pl (пол.).
16. ↑  , Ewa Siedlecka, "Apel przyjaciółki Jana Pawła II do lekarzy, by podpisali „Deklarację wiary”"
17. ↑  , Aleksandra Klich, "Dymisja Paetza. Półtawska: Byłam tylko listonoszem"
18. ↑  Burza w szklance wody wokół „Rekolekcji”. 23 czerwca 2009.
19. ↑  POGRZEB ŚP. WANDY PÓŁTAWSKIEJ. diecezja.pl.
20. ↑  1, Wanda Półtawska, "Stany hipermnezji napadowej u byłych więźniów obserwowane po 30 latach / [Paroxysmal hypermnesia states among ex-prisoners observed 30 years after imprisonment]"
21. ↑  1, Wanda Półtawska, "Stany hipermnezji napadowej (Na marginesie badań tzw. „dzieci oświęcimskich”)"
22. ↑  1, Wanda Półtawska, Andrzej Jakubik, Józef Sarnecki, Julian Gątarski, "Wyniki badań psychiatrycznych osób urodzonych lub więzionych w dzieciństwie w hitlerowskich obozach koncentracyjnych"
23. ↑  1, A. Kepinski, B. Winid, W. Poltawska, "Dr Władysław Stryjeński ur. 1889 r., zm. 1956 r."
24. ↑  6, W. Jakimowicz, S. Spettowa, J.B. Kierzkowska-Dobrowolska, W. Poltawska, "Clinical observations on agenesis of the pellucid septum"
25. ↑  Doktorzy Honoris Causa Katolickiego Uniwersytetu Lubelskiego Jana Pawła II. kul.pl.
26. ↑  Honorowi Obywatele Lublina, архів оригіналу за 24 серпня 2015, процитовано 28 жовтня 2023
27. ↑  Odznaczenia państwowe w Święto Niepodległości. prezydent.pl. 11 listopada 2012. Архів оригіналу за 27 вересня 2021. Процитовано 28 жовтня 2023.
28. ↑  Postanowienie Prezydenta Rzeczypospolitej Polskiej z dnia 18 października 2012 r. o nadaniu orderu (M.P. z 2013 r. poz. 244).
29. ↑  Medal „Kochaj i Służ”, архів оригіналу за 2 лютого 2022, процитовано 28 жовтня 2023
30. ↑  Prof. Półtawska honorowym obywatelem Limanowej.
31. ↑  Postanowienie nr rej. 188/2016 Prezydenta Rzeczypospolitej Polskiej z dnia 28 kwietnia 2016 r. o nadaniu orderów (M.P. z 2016 r. poz. 576).
32. ↑  Sześcioro zasłużonych w służbie państwu i społeczeństwu. prezydent.pl. Архів оригіналу за 3 травня 2016. Процитовано 28 жовтня 2023.
33. ↑  Honorowi obywatele. Wanda Półtawska, 6 червня 2017
34. ↑  Prezydent wręczył w Krakowie medale 700-lecia byłym więźniarkom Zamku, 19 жовтня 2017
35. ↑  , Grzegorz Skowron, "Złoty Krzyż Małopolski dla Wandy Półtawskiej"
36. ↑  X X V – Witold Hulewicz (пол.)
37. ↑  W Krakowie wręczono nagrody honorowe „Świadek Historii”. Instytut Pamięci Narodowej (пол.).
38. ↑  Wanda Półtawska uhonorowana medalem „Pro Bono Poloniae”. Odznaczenie przyznał Urząd ds. Kombatantów
39. ↑  Wanda Półtawska uhonorowana medalem „Pro Bono Poloniae” (пол.), 1 грудня 2021
40. ↑  Wanda Półtawska i Jerzy Trela honorowymi obywatelami Krakowa. Decyzja wzbudziła sprzeciw części radnych. deon.pl (пол.).
41. ↑  Kraków. Otwarcie Oddziału Noworodkowego Szpitala na Siemiradzkiego. prezydent.pl (пол.). 3 березня 2023.{{cite web}}:  Обслуговування CS1: Сторінки з параметром url-status, але без параметра archive-url (посилання)